# Вильва (верхний приток Камы)
Вильва — река в России, протекает по Чердынскому району Пермском крае. Устье реки находится в 1037 км от устья Камы по левому берегу. Длина реки составляет 18 км.
Исток реки в лесном массиве в 7 км к северо-востоку от села Бондюг. В верховьях течёт на юго-восток, ниже — на юг и юго-запад. Верховья проходят по ненаселённому лесу, в нижнем течении на реке стоят деревни Ужгинская и Лекмартово. Впадает в Каму ниже села Бондюг у острова Куделькинский, в левую протоку.

## Данные водного реестра
По данным государственного водного реестра России относится к Камскому бассейновому округу, водохозяйственный участок реки — Кама от водомерного поста у села Бондюг до города Березники, речной подбассейн реки — бассейны притоков Камы до впадения Белой. Речной бассейн реки — Кама.
Код объекта в государственном водном реестре — 10010100212111100003771.